# サン＝タムール＝ベルヴュ
サン＝タムール＝ベルヴュ(Saint-Amour-Bellevue)は、フランスブルゴーニュ＝フランシュ＝コンテ地域圏ソーヌ＝エ＝ロワール県にある人口460人の村である。

## 地理
ソーヌ・エ・ロワール県の南西端に当たる村で、西隣のジュリエナ村は、ローヌ県に属す。

## この村で亡くなった人物
- リュシアン・フェーヴル